# Іуда (фільм, 1930)
«Іуда» (інша назва: «Антихрист») — радянський чорно-білий німий художній фільм 1930 року режисера Євгенія Іванова-Баркова за сценарієм Павла Бляхіна. Психологічна драма священика, який вирішив порвати з релігією, «викриття контрреволюційної ролі духовенства в роки громадянської війни». Вважається значною роботою у творчості режисера, фільм виділяється і взагалі серед фільмів періоду німого кіно: так, основоположник радянського кінознавства Микола Михайлович Ієзуїтов в 1934 році писав, що цей фільм «стояв на голову вище середньої картини того часу». Фільм зберігся без 5-ї частини.

## Сюжет
Дія відбувається під час Громадянської війни. Селяни села Боголюбова, що оброблюють на кабальних умовах монастирські землі, дізнавшись про наближення Червоної Армії відмовляються платити монастирю орендну плату. Ігумен монастиря звертається до полку білогвардійців, що стоїть недалеко, з проханням надіслати для упокорення селян каральний загін. Група селян на чолі з червоним партизаном Федором надає каральному загону опір, але, у вирішальний момент бою перед повстанцями з'являється старець Іона, який з хрестом в руках заклинає їх не проливати крові. Серед селян виникає замішання і білогвардійці перемагають. Розлючене бунтом духовенство, увійшовши в союз з білими, вирішує жорстоко покарати бунтівників — каральний загін відбирає у бідняків останню худобу, чинячи грабунки й насильства. Водночас Іона дізнається, що разом з ігуменом під виглядом послушника живе жінка. Старця, який занадто багато дізнався про діла розпусного настоятеля й вирішив виступити з викривальною проповіддю, садять до в'язниці разом з арештованими бунтівниками. Загін червоних партизанів, що ховався в лісі, рятує селян і старця Іону від розстрілу. Начальник білогвардійського загону пропонує ігумену провести вербування добровольців для боротьби з партизанами. Попи, щоб залучити на свою сторону селян, влаштовують «диво» з «іконою, що плаче». Частина селян вступає в загін білих. Але чернець Онуфрій викриває шахрайські махінації попів з іконою, і обурені обманом селяни, озброєні попами для боротьби з «червоними антихристами», разом з червоними партизанами направляють зброю проти своїх справжніх ворогів.

## У ролях
- Борис Фердинандов —  старець Іона
- Емма Цесарська —  Настя
- Василь Ковригін —  Онуфрій, послушник
- Іван Штраух —  Федір, червоний партизан
- Іван Клюквин —  білогвардійський офіцер
- Леонід Юренєв —  монастирський економ
- Олександр Антонов —  унтер-офіцер
- Володимир Карін —  мужик
- Наум Рогожин —  ігумен
- Надія Ковальова —  Анна
- Єлизавета Найдьонова —  епізод

## Знімальна група
- Режисер — Євген Іванов-Барков
- Сценарист — Павло Бляхін
- Оператори — Григорій Гібер, Павло Безбородов
- Художник — Василь Рахальс